# Mondrian-Kleid

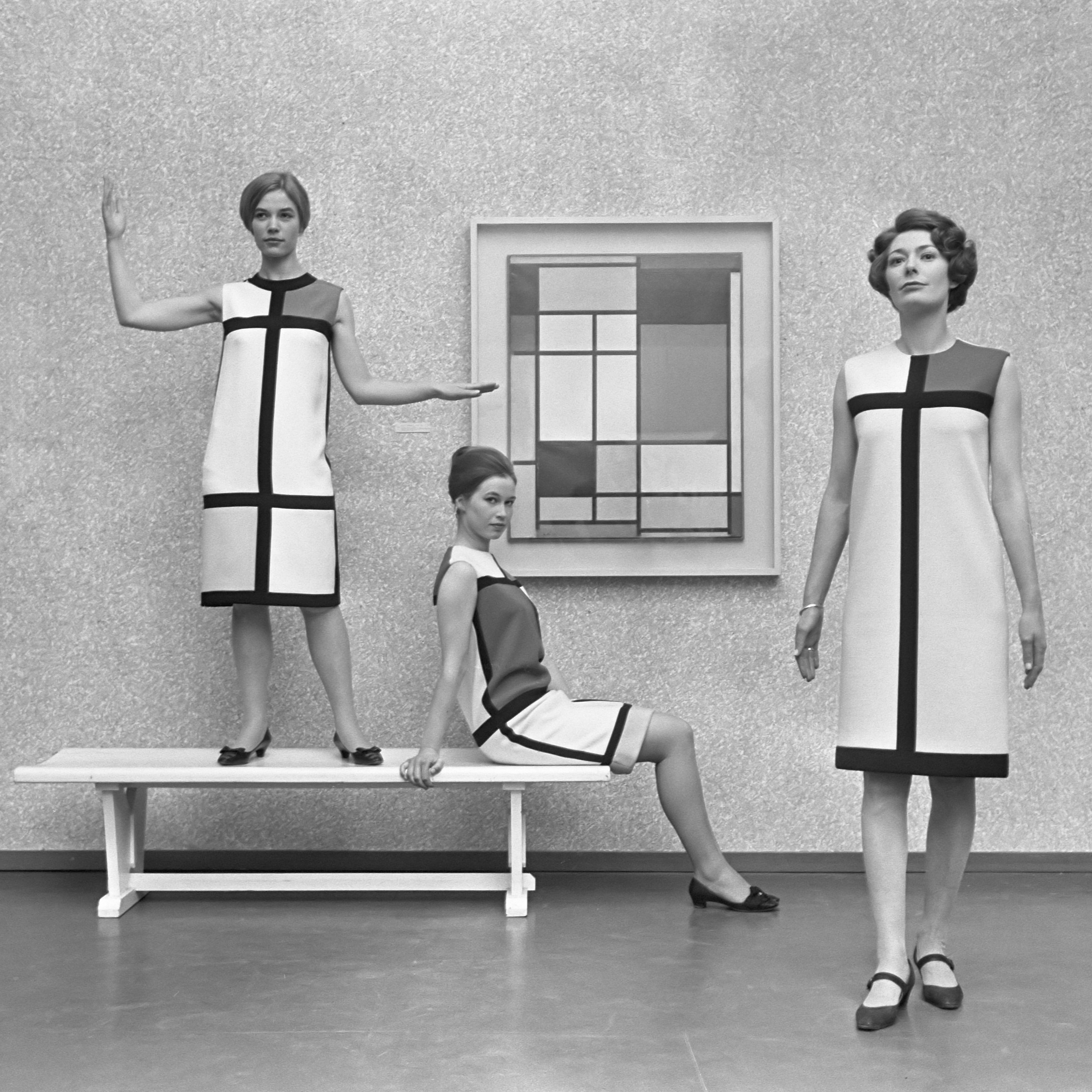
Mondrian-Kleider

Das Mondrian-Kleid (englisch Mondrian cocktail dress) ist der Gattungsbegriff für eine Kollektion von Cocktailkleidern, die der Modedesigner Yves Saint Laurent entwarf und erstmals in der Herbstkollektion 1965 zeigte. Den Namen erhielt es, weil sich sein Design an der Kunst des niederländischen Malers Piet Mondrian anlehnt.

## Entwurf

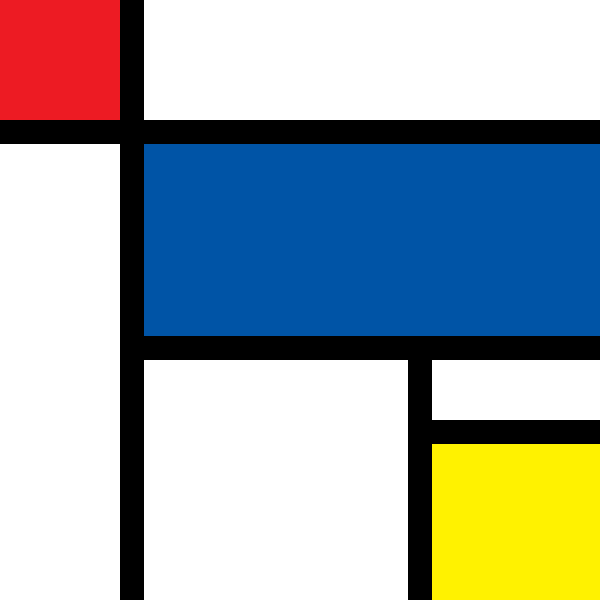
Vorbild: Typische Anordnung von Flächen nach Piet Mondrian

Die Kleider im typischen Mondrian-Muster waren die ersten Modelle, die der an Kunst interessierte Saint Laurent zu diesem Themenkomplex entwarf. Das Kleid entstand in einer Modephase, die geprägt war durch Minikleider mit klaren Konstruktionslinien, durch die die Umrißformen des Körpers betont wurden.
Das Musterexemplar hatte Azzedine Alaïa geschneidert. Es war Teil einer Kollektion von zehn Kleidern und hat den Stil eines robe sac (Sack-Kleid). Gefertigt ist es aus Woll-Jersey, wobei einfarbige Stoffe in weiß, schwarz sowie den Primärfarben rot, blau und gelb verwendet und entsprechend dem Entwurf streng geometrisch zusammengefügt wurden. Die Nähte – und damit die Schnittkonstruktion – verlaufen entlang der Farbflächen und lassen so keine Schnittführung entlang der Körperformen zu, von denen der Entwurf bewusst ablenkt. Die knielangen Kleider sind ärmellos; gefertigt wurden sie von Abraham und Bianchini Ferier.

## Bedeutung

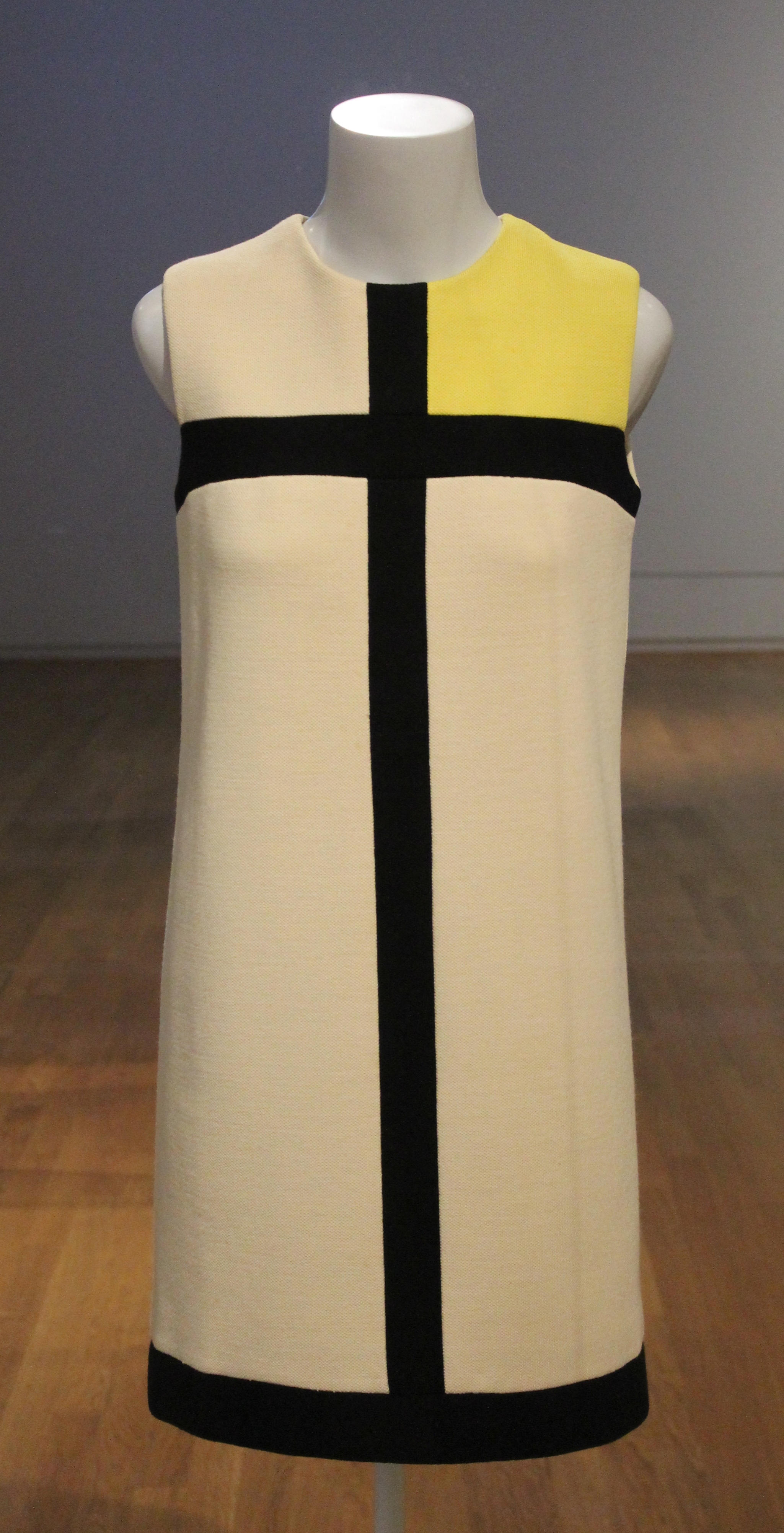
Eine der sechs Varianten von Yves Saint Laurent (1965; Wolle, mit Seidenbändern abgesetzt)

Mit dem Mondrian-Kleid setzte Yves Saint Laurent erstmals ein durch die Kunst im Stil des Neoplastizismus inspiriertes Design in eine Modekreation um. Durch diese neue Farb- und Formsprache war es eine Kreation, welche die klassischen Vorgaben der Haute Couture ignorierte und auf der anderen Seite die Gesellschaft nachhaltig beeinflusste. Die Regelhaftigkeit der Formen bei den Kleidern sollte dazu führen, eine Abweichung von der Regel zu suchen und dadurch Interesse zu wecken. Das Auge würde innerhalb der symmetrischen Formen nach Auffälligkeiten suchen. Am dreidimensionalen Modell der Kleider würde dies noch deutlicher als an den ursprünglichen zweidimensionalen Kunstwerken von Mondrian.
Yves Saint Laurents Mondriankleider betonten den weiblichen Körper nicht. Dieser diente im Gegenteil eher als „Gerüst“ für die Kleider im minimalistischen Stil. Der Stoff sollte in seiner Oberflächenstruktur wirken und die Farbflächen waren klar abgegrenzt. Der Schnitt der Kleider bewirkte, dass langbeinige schlanke Models mit breiten eckigen Schultern und dadurch eher vorpubertärem Aussehen am ehesten dem Schönheitsideal entsprachen.
Pierre Bergé wird zitiert mit:

„Es waren Etui-Kleider aus Jersey, auf die Farbe aufgetragen wurde und millimetergenau fixiert. Nicht eine Naht, kein Zuschnitt, kein Abnäher für die Brust – nichts was hilft, dass das Kleid gut sitzt. Das Kleid schmiegt sich an die Hüften, an die Brust und sehen sie sich die Frauen in den Kleidern an, es sitzt perfekt. Drei Löcher für die Arme und den Kopf, das ist alles … und … da habe ich es verstanden, das es funktioniert, denn das Problem in der Mode, das sind die Ideen, vor denen muß man sich in Acht nehmen, davon gibt es immer zu viele. Die Idee alleine ist komplett unwichtig, sie muß eine Entsprechung haben, sie muß der Zeit entsprechen, der Ära, den Frauen und ihren Körpern.“

Der Erfolg der Mondrian-Linie wird als mitursächlich dafür angesehen, dass Saint Laurent ab 1966 erste YSL Rive Gauche-Boutiquen mit Prêt-à-porter-Modellen eröffnete, durch die seine Modelle auch für Bevölkerungsschichten erschwinglich wurden, die sich keine Haute Couture leisten konnten.

## Rezeption
Schon im September 1965 war das Kleid auf der Titelseite der Modezeitschrift Elle zu sehen. Es folgten Titelfotos auf Harper’s Bazaar und Vogue-Paris mit Bildern von David Bailey. Das Kleid wurde oft kopiert. 1978 erwarben Saint Laurent und Pierre Bergé ein Mondrian-Kunstwerk in den Farben blau, rot, gelb und schwarz. 1979 versuchte Saint Laurent, die Idee des Mondrian-Looks in der damaligen Modesaison noch einmal zu verfeinern und verbessern. 2002 wurden die Kleider neben anderen bei der letzten Modeshow von Saint Laurent, bei der er Höhepunkte seines Schaffens zeigte, noch einmal auf dem Laufsteg vorgeführt.
Heute werden Mondrian-Kleider weltweit in vielen Museen ausgestellt. Im von der Fondation Pierre Bergé – Yves Saint Laurent geführten privaten Museum über das Leben und Wirken des Modeschöpfers ist ein Kleid neben einem Bild von Mondrian ausgestellt. Weitere Kleider befinden sich im Rijksmuseum Amsterdam, im Metropolitan Museum of Art, im Victoria and Albert Museum sowie im Kyoto Costume Institute.
2011 wurde ein Mondrian-Kleid aus dem Jahr 1966 für £30.000 bei Christie’s versteigert.